# Pfyffe
Die Pfyffe ist ein Gipfel  (1666 m ü. M.) im Gurnigelgebiet in den Berner Voralpen auf dem Gemeindegebiet von Rüschegg. Die Pfyffe liegt am Gantrisch-Panoramaweg; im Rahmen der Erstellung des Panoramawegs wurden eine Aussichtsplattform sowie eine Panoramatafel erstellt.

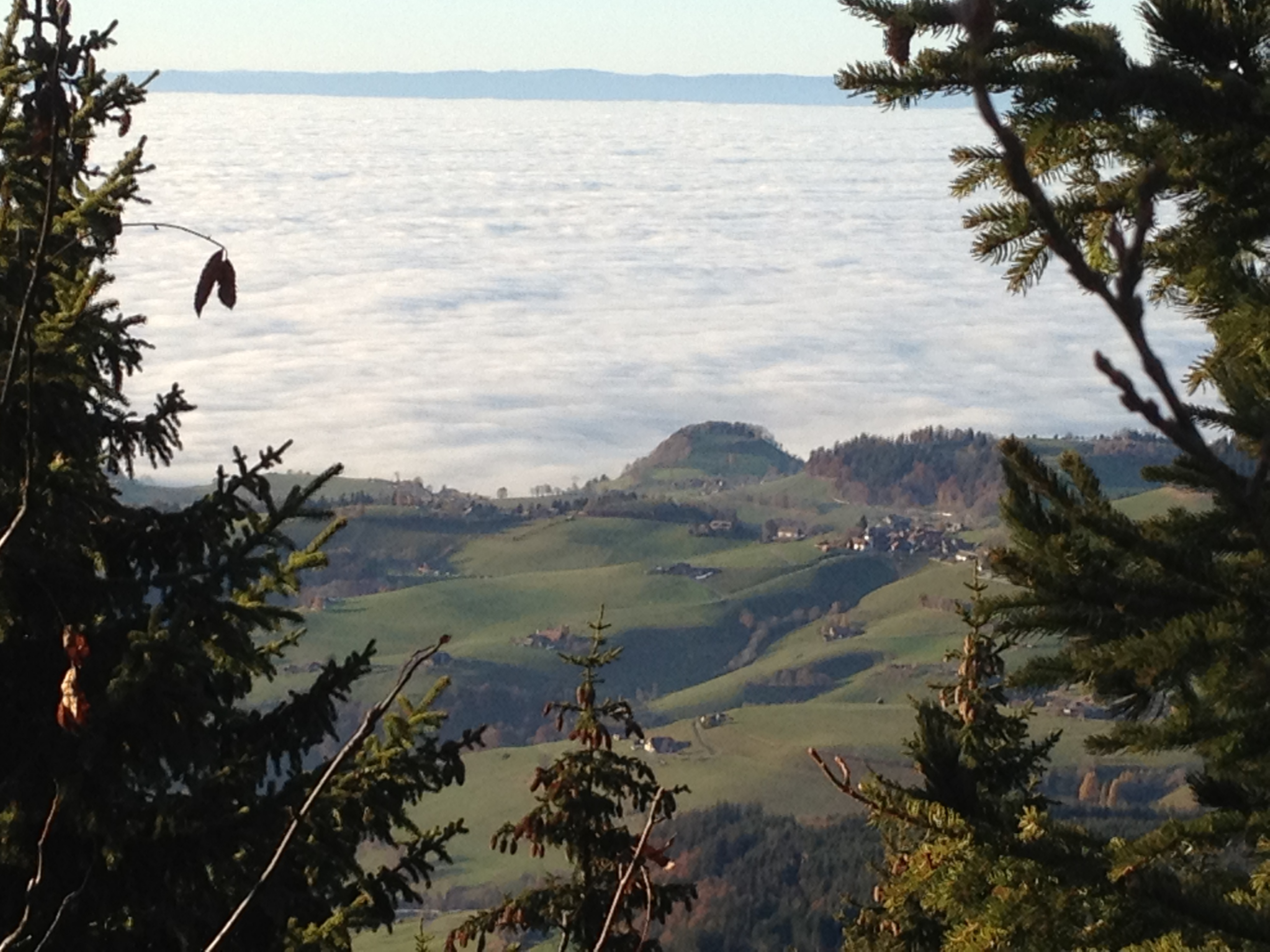
Pfyffe, Blick Richtung Guggisberg
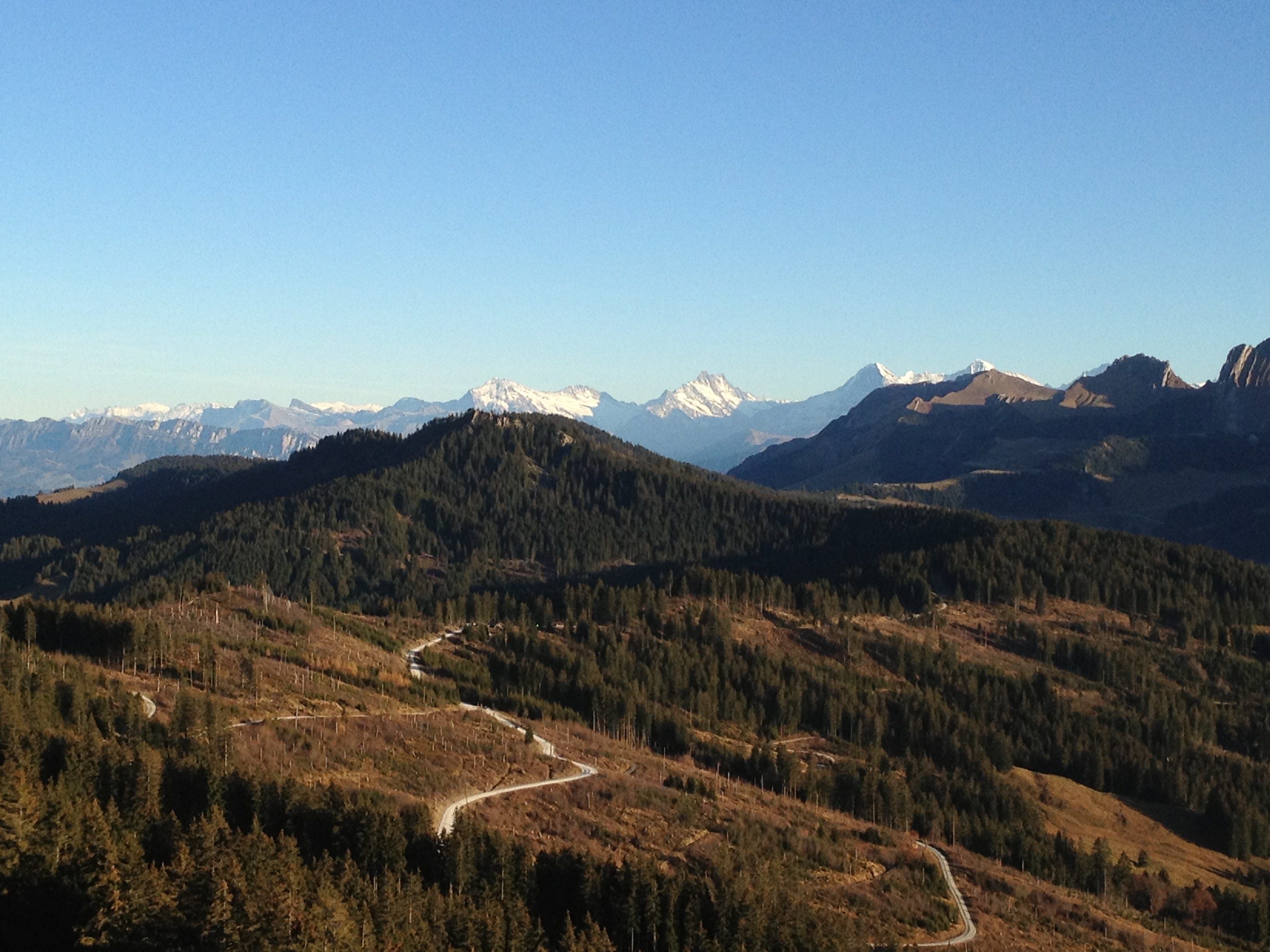
Pfyffe, Blick Richtung Berner Oberland